# بارتون جاسترام
بارتون جاسترام (انگلیسی: Burton Jastram; ۵ ژوئن ۱۹۱۰ – ۲۰ مهٔ ۱۹۹۵) قایقران روئینگ اهل ایالات متحده آمریکا بود.